# Гель (півострів)
Ге́льська коса́ або Гель (пол. Mierzeja Helska, Półwysep Helski польська вимова: [xɛl] ⓘ; каш. Hélskô Sztremlëzna; нім. Halbinsel Hela або Putziger Nehrung) — півострів, піщана коса на півночі Польщі. Відмежовує Пуцьку затоку від Балтійського моря.
Півострів має довжину 34 км, а ширину — всього 3 км. При цьому максимальна висота становить 300 м біля селища Юрата.
Південно-східний край трохи розширений. На косі розташовані декілька населених пунктів:
- міста — Гель, Владиславово
- містечко — Ястарня
- селище — Юрата
- села — Халупи, Кузниця, Бур

| Польща | Це незавершена стаття з географії Польщі. Ви можете допомогти проєкту, виправивши або дописавши її. |